# Landwind (automerk)

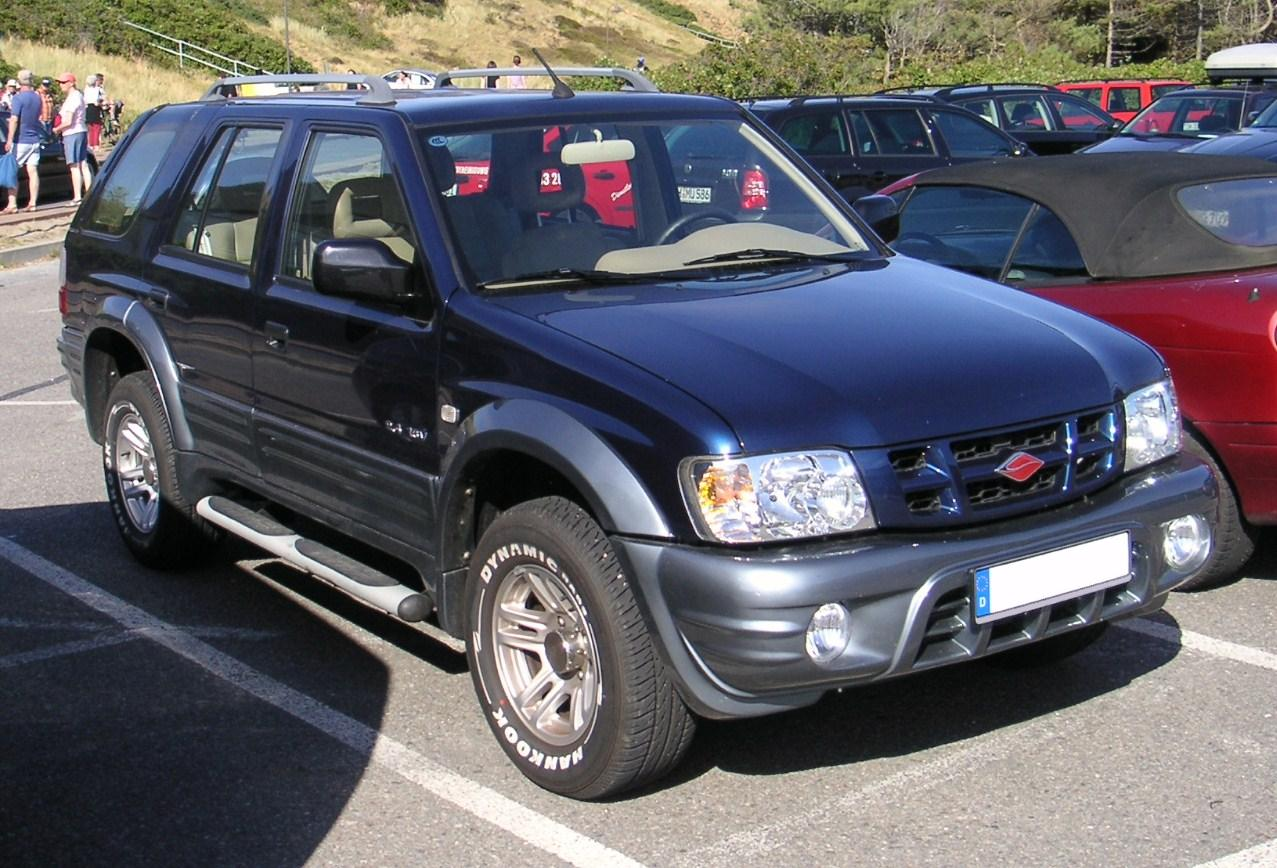
Landwind X6

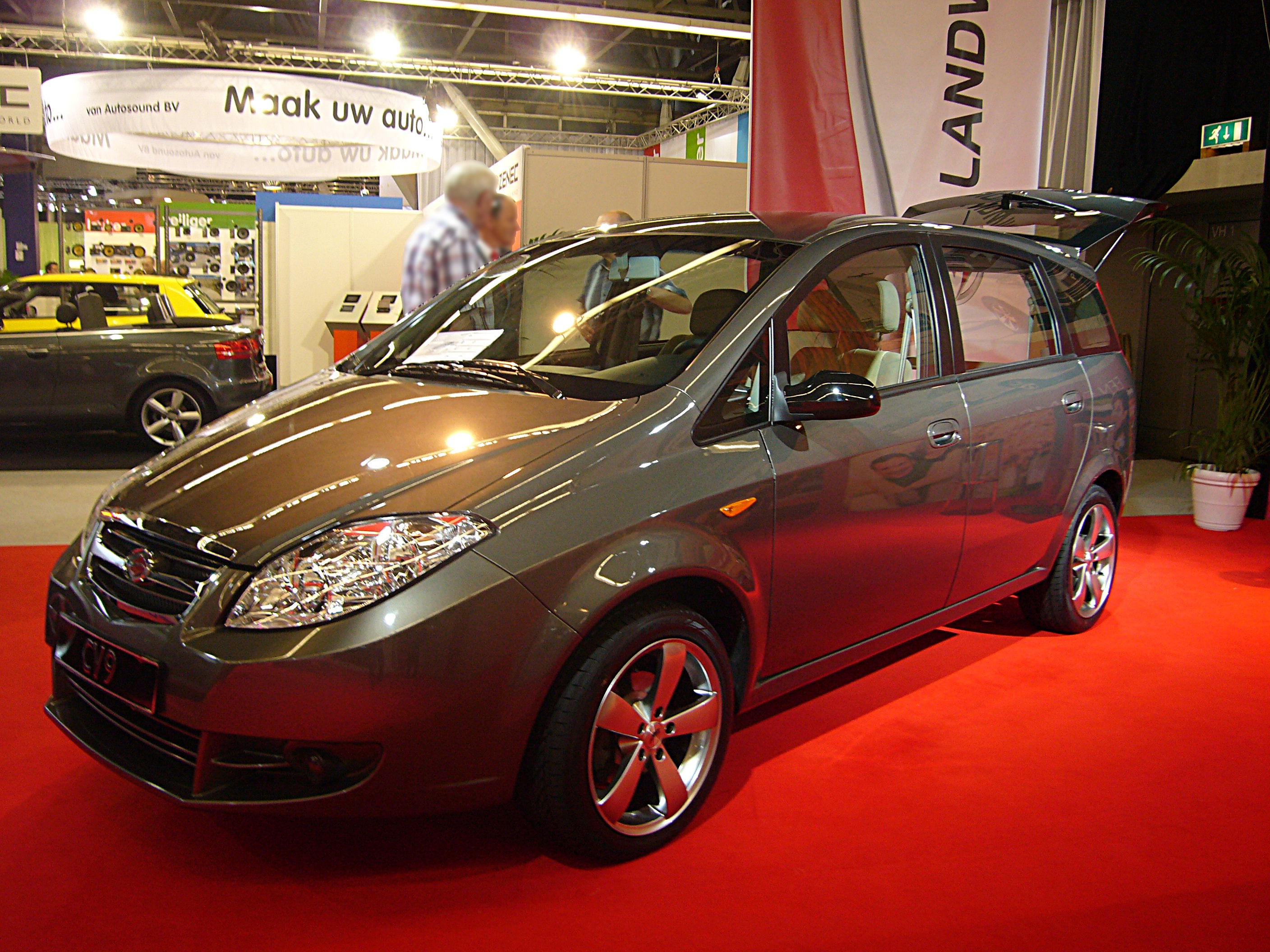
Landwind CV9 op de AutoRAI in 2011

Landwind is een automerk van de Chinese autofabrikant Jiangling Motor Holding (JMH), een joint venture tussen Jiangling Motors Corporation Group (JMCG) en Chang'an Motors. JMH is ook de grootste aandeelhouder van Jiangling Motors.

## Geschiedenis
Landwind verscheen in 2001 op de Chinese markt als X6 met een vijfdeurs carrosserie en X9 met een driedeurs carrosserie en een te openen achterdak. De carrosserie was vrijwel identiek aan de Isuzu Rodeo en Opel Frontera, de voorzijde was volledig opnieuw ontworpen. De Landwind X9 was vergelijkbaar met de Opel Frontera Sport.
Landwind betrad in 2005 als eerste Chinese merk de Europese automarkt.

## Export naar Nederland
Garagehouder Peter Bijvelds uit Erp begon in 2005 met de import van de SUV van Landwind in Nederland. Dat ging niet eenvoudig want de auto's moesten eerst met een Duitse typegoedkeuring op kenteken worden gezet en daarna naar Nederland worden geëxporteerd. In het eerste jaar ging het met de verkoop prima, Bijvelds importeerde honderden exemplaren tot de ADAC een botsproef uitvoerde waarin de Landwind erbarmelijk scoorde, daarna hield het op.
In 2010 probeerde Bijvelds het opnieuw, ditmaal met de Landwind CV9, een MPV. Ook dat model verkocht nauwelijks. De CV9 verkreeg als eerste Chinese auto een Europese typegoedkeuring.